# Ganguro

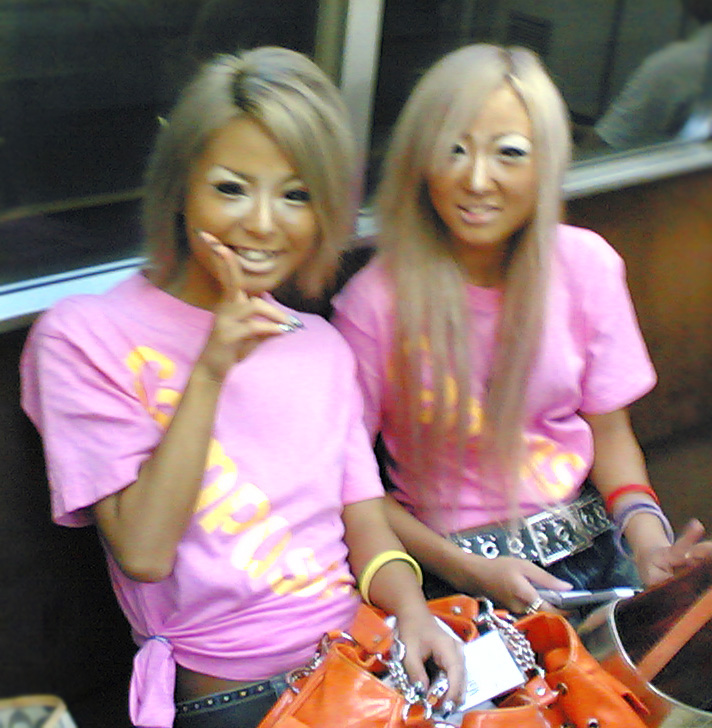
Deux ganguro dans le métro.

Le phénomène ganguro (kanji : 顔黒 ; hiragana : がんぐろ ; katakana : ガングロ ;  littéralement, « visage noir ») est une mode japonaise impliquant notamment la décoloration des cheveux chapatsu. Il a atteint son apogée vers la fin des années 1990 et le début des années 2000. Son centre géographique se situe alors dans les quartiers Shibuya et Ikebukuro de Tokyo. Une ganguro est une fille qui a la peau bronzée et des cheveux blonds éclatants.

## Caractéristiques

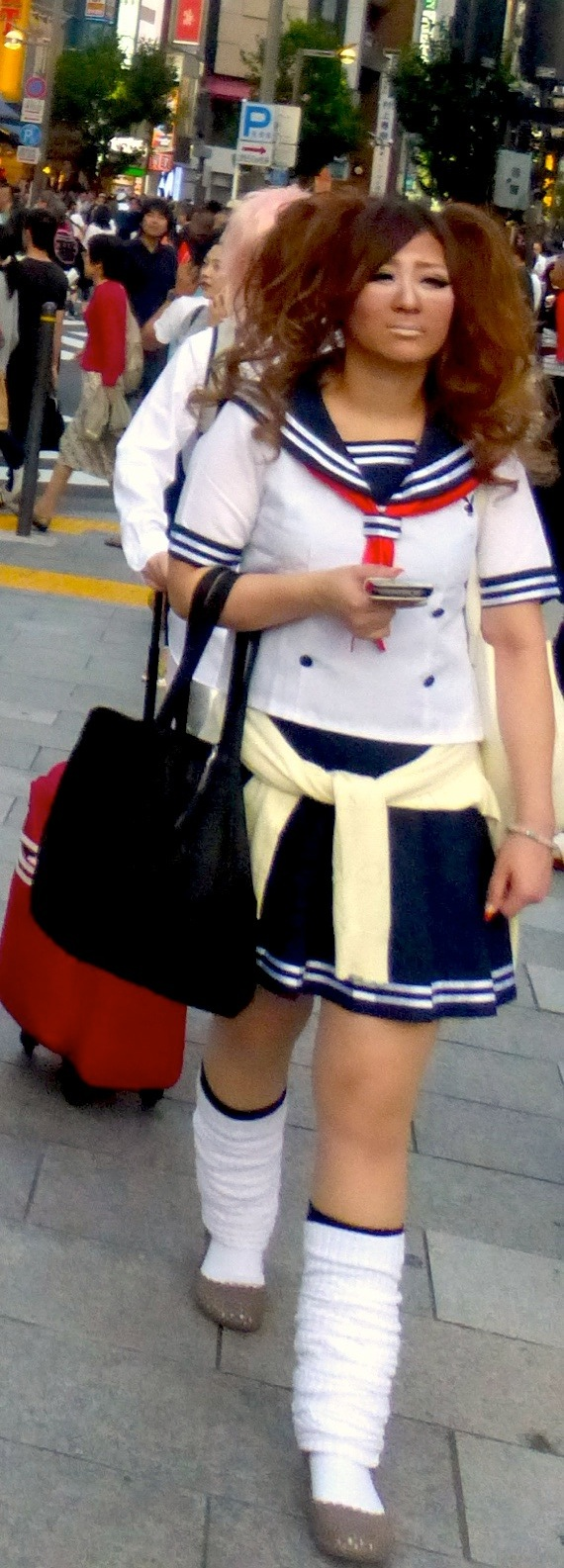
Ganguro avec un uniforme de lycéenne japonaise.

C’est en 1971 qu’apparaissent les premières ganguro avec leur peau brûlée aux UV et leur cheveux décolorés qui semblent être une provocation au teint blanc et à la chevelure des Japonaises traditionnelles. Issu d’un mouvement plus ancien — celui des gyaru qui s’opposait déjà à l’image de la femme dans la société japonaise —, ce phénomène de mode a pour but de choquer, but qui semble être atteint. Ainsi, beaucoup d’adultes japonais trouvent inadmissible le comportement outrancier de ces jeunes adolescentes et le considèrent dangereux pour la société. En effet, si ce mouvement est très critiqué, ce n’est pas tant à cause de l’extravagance visuelle de ces jeunes filles qu'en raison du message rebelle qu’elles semblent incarner ; sous leur insolence, nombreux sont ceux qui les voient comme le symbole du désengagement de la jeune génération envers la patrie et ses valeurs. De plus, beaucoup d'hommes considèrent malsain le comportement excessif des jeunes ganguro.